# Takeshi Mizuuchi
Takeshi Mizuuchi (水内 猛 Mizuuchi Takeshi?,  nacido el 19 de noviembre de 1972 en Kanagawa) es un exfutbolista japonés que se desempeñaba como delantero.

## Trayectoria

### Clubes
| Club            | País  | Año         |
| --------------- | ----- | ----------- |
| Urawa Reds      | Japón | 1991 - 1995 |
| Brummell Sendai | Japón | 1996 - 1997 |